# Bosque mixto báltico
El bosque mixto báltico es una ecorregión de la ecozona paleártica, definida por WWF, situada alrededor de la zona sur del mar Báltico.

## Descripción
Es una ecorregión de bosque templado de frondosas que ocupa 116.600 kilómetros cuadrados. Se extiende por la región de Escania, en el extremo sur de Suecia, el norte y el este de la península de Jutlandia y las islas danesas del Báltico, y la costa báltica de Alemania y Polonia al norte de los ríos Elba y Óder.

## Estado de conservación
En peligro crítico.